# Penaeidae
A Penaeidae a felsőbbrendű rákok (Malacostraca) osztályába és a tízlábú rákok (Decapoda) rendjébe tartozó család.

## Rendszerezés
A családba az alábbi 27 ráknem tartozik:
- Alcockpenaeopsis Sakai & Shinomiya, 2011 - 1 faj
- Arafurapenaeopsis Sakai & Shinomiya, 2011 - 1 faj
- Artemesia Spence Bate, 1888 - 1 faj
- Atypopenaeus Alcock, 1905 - 5 faj
- Batepenaeopsis Sakai & Shinomiya, 2011 - 2 faj
- Funchalia Johnson, 1868 - 6 faj
- Ganjampenaeopsis Sakai & Shinomiya, 2011 - 1 faj
- Heteropenaeus de Man, 1896 - 1 faj
- Holthuispenaeopsis Sakai & Shinomiya, 2011 - 1 faj
- Kishinouyepenaeopsis Sakai & Shinomiya, 2011 - 4 faj
- Macropetasma Stebbing, 1914 - 1 faj
- Megokris Pérez Farfante & Kensley, 1997 - 9 faj
- Metapenaeopsis Bouvier, 1905 - 73 faj
- Metapenaeus Wood-Mason in Wood-Mason & Alcock, 1891 - 28 faj
- Mierspenaeopsis Sakai & Shinomiya, 2011 - 4 faj
- Parapenaeopsis Alcock, 1901 - 13 faj
- Parapenaeus Smith, 1885 - 15 faj
- Pelagopenaeus Pérez Farfante & Kensley, 1997 - 1 faj
- Penaeopsis Spence Bate, 1881 - 10 faj
- Penaeus Fabricius, 1798 - 31 faj
- Protrachypene Burkenroad, 1934 - 1 faj
- Rimapenaeus Pérez Farfante & Kensley, 1997 - 6 faj
- Tanypenaeus Pérez Farfante, 1972 - 1 faj
- Trachypenaeopsis Burkenroad, 1934 - 3 faj
- Trachypenaeus Alcock, 1901 - 2 faj
- Trachysalambria Burkenroad, 1934 - 10 faj
- Xiphopenaeus Smith, 1869 - 2 faj

Korábban más nekem is idetartoztak, de azóta vagy a fentiek szinonimájává váltak, vagy áthelyezték más családokba.